# Perdón por el retraso
Perdón por el retraso (título original en italiano: Scusate il ritardo) es una película cómica italiana de 1983 escrita, dirigida e interpretada por Massimo Troisi.

## Argumento
Vincenzo Rocco es un treintañero apático que sigue viviendo con su madre Assunta y sus hermanos Patrizia y Alfredo, sin trabajo ni ganas de mejorar su condición. Al mismo tiempo, su amigo Tonino cae en una profunda desesperación tras ser abandonado por su novia, pero frente a sus quejas y búsqueda de consuelo Vincenzo mostra sólo una escasa compasión, que oculta su real indiferencia.
Su absoluta negativa a asumir responsabilidades también tiene consecuencias en su reciente relación sentimental con Anna. Tras una nueva decepción debida a la indolencia de Vincenzo, la mujer decide abandonar Nápoles, adonde ha regresado desde hace poco tiempo, para volver a Perugia; Vincenzo finalmente se da cuenta de lo que está perdiendo e intenta arreglar las cosas, consiguiendo sólo una pausa para reflexionar sobre la relación. Es Tonino quien convence a Anna para que dé una segunda oportunidad a su amigo, demostrando así más humanidad que el protagonista.

## Reparto
- Massimo Troisi como Vincenzo Rocco
- Giuliana De Sio como Anna
- Lello Arena como Tonino
- Lina Polito como Patrizia Rocco, la hermana de Vincenzo
- Franco Acampora como Alfredo Rocco, el hermano de Vincenzo
- Olimpia Di Maio como Assunta Rocco, la madre de Vincenzo
- Luigi Uzzo como el jefe de estación
- Nicola Esposito como el profesor
- Anna Pavignano como Rita, la novia de Tonino
- Valeria Veneruso como Valeria

## Premios y candidaturas
David di Donatello 1983
| Categoría               | Persona     | Resultado |
| ----------------------- | ----------- | --------- |
| Mejor actriz secundaria | Lina Polito | Ganadora  |
| Mejor actor secundario  | Lello Arena | Ganador   |

Nastro d'argento 1983
| Categoría               | Persona     | Resultado |
| ----------------------- | ----------- | --------- |
| Mejor actriz secundaria | Lina Polito | Candidata |
| Mejor actor secundario  | Lello Arena | Candidato |

Globo d'oro 1984
| Categoría    | Persona         | Resultado |
| ------------ | --------------- | --------- |
| Mejor actriz | Giuliana De Sio | Ganadora  |